# 硒酸铜
硒酸铜的五水物是一种浅蓝色晶体，易溶于水。

## 制备
硒酸铜可由氧化铜溶于硒酸得到：
CuO + H2SeO4 → CuSeO4 + H2O

## 性质
硒酸铜在空气中稳定，易溶于水而不溶于乙醇。